# Autobahn Qingdao–Yinchuan
Die Autobahn Qingdao–Yinchuan oder Qingyin-Autobahn (chinesisch 青银高速公路, Pinyin Qīngyín gāosù gōnglù, englisch Qingyin Expressway), chin. Abk. G20, ist eine Ost-West-Autobahn in China. Sie führt von der Küstenstadt Qingdao in der Provinz Shandong über Shijiazhuang nach Yinchuan im Autonomen Gebiet Ningxia. Die Autobahn wird nach Fertigstellung eine Länge von 1600 km erreichen. 